# Алексеев, Анатолий Дмитриевич (инженер)
Анато́лий Дми́триевич Алексе́ев (укр. Анатолій Дмитрович Алексєєв; 20 мая 1940, Сталино — 10 августа 2012, Донецк) — советский и украинский горный инженер.
Доктор технических наук (1977), профессор (1980), член-корреспондент НАНУ, академик АГНУ (1991), академик РАПН (1996), Лауреат Государственной премии Украины (1995).

## Биографические данные
В 1963 году окончил Донецкий политехнический институт. С 1963 по 1966 гг. работал в нём ассистентом кафедры разработки месторождений полезных ископаемых.
От 1966 г. — в Донецком физико-техническом институте АН УССР: заведующий лабораторией (1966—1986), заведующий отделом (1986—1998), с 1998 — директор Отделения физико-технических горных проблем при Донецком физико-техническом институте НАНУ. С 2002 года — директор Института физики горных процессов НАНУ.
6 мая 2006 года избран членом-корреспондентом НАН Украины (отделение физики и астрономии).
Жена — Алексеева Елена Викторовна (1937 р.).
Умер 10 августа 2012 года; похоронен 14 августа 2012 года на Щегловском кладбище.

## Научная работа
Исследования в области физики горных пород, радиофизики, предельного состояния твёрдых тел, физико-химической механики и разработки месторождений полезных ископаемых. Под руководством Алексеева основана научная школа «Физика горных процессов», где сформировались научные работники, которые на базе исследований структуры угля и физических свойств горных пород разработали новые методы и способы управления состоянием горного массива при разработке угольных пластов Донбасса, что позволило улучшить условия безопасности труда шахтёров.
В 1972 году под руководством Алексеева впервые в СССР была разработана и создана уникальная установка неравнокомпонентного трехосного сжатия УНТС, которая позволяет независимо по трём осям создавать сжимающие напряжения до 1100 МПа при замкнутой камере, что дало возможность моделировать напряжённое состояние горного массива для глубин до 5000 м. Была проделана одна из первых работ в мировой практике с применением метода ЯМР для изучения фазовых переходов в угле при давлениях до 1000 МПа, определены полиморфные переходы в кварце при разрушении горных пород под действием высокого давления.
Изучая свойства угля и горных пород и их поведение при объёмной неравнокомпонентной нагрузке при высоких уровнях сжимающих напряжений, Алексеев создал новое направление в науке: управление состоянием углепородного массива, которое теперь является общепринятым. Научные исследования в этом направлении позволили Алексееву разработать способы прогноза и борьбы с газодинамическими явлениями в угольных шахтах.
Исследуя фазовое состояние метана в угле при высоких давлениях, Алексеев открыл «свойство органического вещества угля образовывать с газами метастабильные однофазовые системы типа твёрдых растворов». Это открытие позволяет оценить запасы газа в угле, и, с учётом метана в виде твёрдого раствора, считать угольные месторождения Украины как углегазовые.
Под его руководством было защищено 8 докторских и 40 кандидатских диссертаций.

## Публикации
А. Д. Алексеев — автор более 200 научных трудов, 26 авторских свидетельств и патентов, 9 монографий. Соавтор открытия «Способность органического вещества угля создавать с газом метастабильные однофазные системы по типу твёрдых растворов».

### Монографии
- Разрушение горных пород в объемном поле сжимающих напряжений / Алексеев А. Д., Ревва В. Н., Рязанцев Н. А. / Отв. редактор Береснев Б. И., Донецкий физико-технический институт. — Киев: Наукова думка, 1989. — 168 с.
- Алексеев А. Д., Зайденварг В. Е. и др. Радиофизика в угольной промышленности. — М.: Недра, 1992. — 184 с.
- Алексеев А. Д., Сургай Н. С. Прогноз и управление состоянием горного массива. — Киев: Наукова думка. — 1994. — 201 с.
- Alexeyev A. D., V. G. Ilyushenko, V. I. Kuzyara. Coal mass state: NMR-ANALYSIS AND CONTROL. Киев: Наукова думка, 1995. — 223 с.
- Решение геоэкологических и социальных проблем при эксплуатации и закрытии угольных шахт / Янукович В. Ф., Азаров Н. Я. Алексеев А. Д. и др. Донецк, ООО «АЛАН». — 2002. — 480 с.
- А. Д. Алексеев, Е. В. Ульянова, Т. А. Василенко, «Возможности ЯМР в исследовании физических процессов в ископаемых углях». Успехи физических наук, 2005, том 175, номер 11, страницы 1217—1232[4].

### Стандарты
- Отраслевой стандарт Украины 101.24647077.001-2003. Прогнозирования очагов выбросов угля и газа в забое пластовой подготовительной выработки / Алексеев А. Д., Стариков Г. П., Кольчик Есть. И., Лобков М. И. и другие. — 15 с.
- КД 12.10.05.01-99. Прогноз выбросоопасности при вскрытии крутых и крутонаклонных пластов. Методические указания / Алексеев А. Д., Стариков Г. П., Недодаев Н. В. — 23 с.
- КД 12.01.05.070-2001. Способ отличия внезапного обрушения (высыпания) от выброса угля для экспертной оценки типа ГДЯ. — 21 с.
- Алексеев А. Д., Шевченко Л. В., Смоланов И. Н. и др. Метод определения времени образования в горных выработках, пройденных по пласту, опасных концентраций метана и других УВ при пожарах с учёту сорбционных свойств угля. СТП утв. 11.11.2002 № 143/1 ЦШ ГВГСС. — Донецк. — 2002. — 18 с.

Под редакцией А. Д. Алексеева выпускался сборник «Физико-технические проблемы горного производства».

## Звания, награды
- 1968 — знак «Шахтёрская слава» III степени.
- 1970 — медаль «За безупречный труд»
- 1978 — знак «Шахтёрская слава» II степени.
- 1984 — знак «Шахтёрская слава» I степени.
- 1990 — лауреат Премии им. О. О. Скочинского.
- 1995 — звание «Заслуженный шахтёр Украины» (Указ Президента Украины от 27 августа 1995 года, № 808/95).
- 1995 — Лауреат Государственной премии Украины в области науки и техники.
- 1999 — Знак «Шахтёрская доблесть» III степени.
- 1999 — лауреат Всеукраинского рейтинга «Золотая фортуна».
- 2000 — Знак «Шахтёрская доблесть» II степени.
- 2001 — орден «За заслуги» третьей степени (Указ Президента Украины от 17 мая 2001 года, № 322/2001).
- 2001 — Знак «Шахтёрская доблесть» I степени.
- 2001 — лауреат премии им. И. Пулюя НАН Украины.
- 2003 — Почётная грамота НАН Украины.
- 2003 — лауреат региональной акции «Золотой скиф».
- 2004 — орден «За заслуги» II степени (Указ Президента Украины от 26 августа 2004 года, № 1002/2004).
- 2005 — Почётная грамота Верховной Рады Украины «За особые заслуги перед украинским народом».
- 2008 — орден «За заслуги» I степени.